# 幸運は勇者を好む

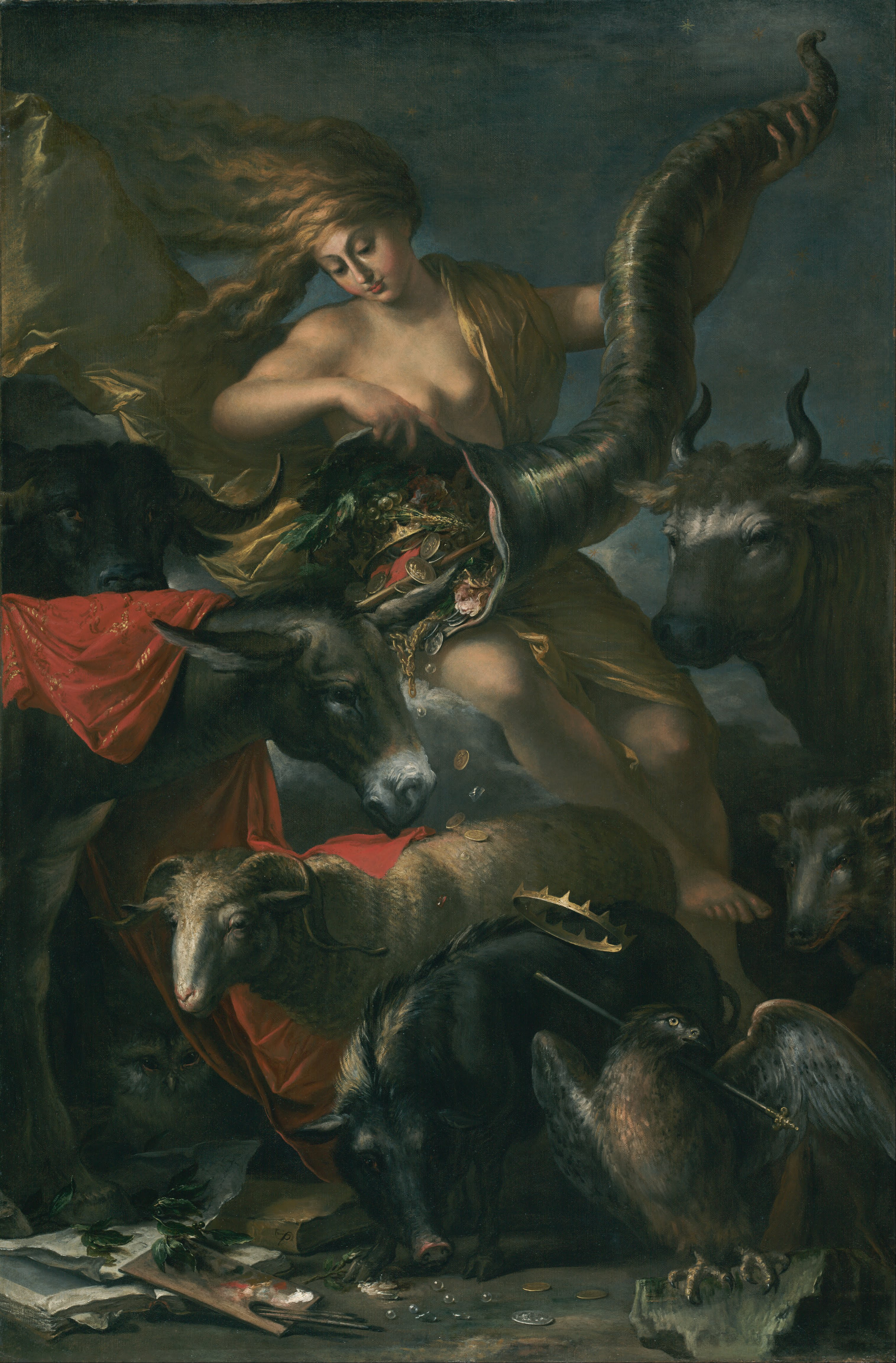
『Allegory of Fortune（幸運の寓意）』。ローマ神話の幸運の女神フォルトゥナを題材としたサルヴァトル・ローザの1658年の作品。

幸運は勇者を好む（こううんはゆうしゃをこのむ、ラテン語: Audaces fortuna iuvat、英語: Fortune favours the bold）は、ラテン語由来の成句。英語の場合に勇者に相当する "bold" の部分は、"brave" や "strong" の場合もある。歴史的に英語圏の軍関係者に用いられており、現在においても個々の家系の紋章にも使用されている。

## 語源・由来
「幸運は勇者を好む（Fortune favours the bold）」は、ラテン語の成句に由来し、多少、言葉は異なるがほぼ同じ意味として "ラテン語: audentes Fortuna adiuvat"、"Fortuna audaces iuvat" "audentis Fortuna iuvat"などがある。特に最後のものは、ウェルギリウスの『アエネーイス』の敵役であるトゥルヌスが用いている。
"Fortuna" は運、もしくはそれを司るローマ神話の女神フォルトゥナを指す。
この成句の別のバリエーションとして、テレンティウスの紀元前151年の喜劇「ポルミオ」の第203行目に「ラテン語: fortes Fortuna adiuvat」が登場する。
オウィディウスの『恋の技法（アルス・アマトリア）』では、この言葉を流用した "audentem Forsque Venusque iuvat" （ヴィーナス（愛と美の女神）はフォルトゥナ（幸運の女神）のように勇者を好む）が用いられている。
小プリニウスの記録によれば、紀元79年のヴェスヴィオ山の噴火に際して、叔父の大プリニウスは、友人ポンポニアヌス（Pomponianus）の救出及び火山調査のため、艦隊を率いて同地に向かうことを決めた時、「'Fortes' inquit 'fortuna iuvat: Pomponianum pete.'（「幸運は」と彼は言った。「勇敢な者を好む。ポンポニアヌスの下に行くぞ」）」と引用している。
大プリニウスと彼の部下たちは、最終的にこの遠征中に亡くなった。
ラテン語の「Fortuna Eruditis Favet（幸運は用意周到な精神を好む）」という言葉も使われている。フランスの細菌学者ルイ・パスツールはこんな言葉を残している。「Dans les champs de l'observation le hasard ne favorise que les esprits prepares（観察の場において、好機は用意周到な精神のみを好む）」。
元は「大胆さは行動の始まりだが、その終わり方は幸運が支配する（古代ギリシア語: Τόλμα πρήξιος αρχή, τύχη δε τέλεος κυρίη、ローマ字：Tolma prexios arche, tuche de teleos kurie）」というデモクリトスの言葉を言い換えたものの可能性がある。